# 富士直時
富士 直時（ふじ なおとき）は、南北朝時代の富士氏当主。

## 略歴
富士氏当主として富士郡を支配する立場にあり、康永4年（1345年）の譲状では子である弥一丸に富士郡各地の所領を譲っている。また富士山本宮浅間大社の神職である富士大宮司でもあり、領主および駿河国一宮の神職筆頭としての立場もあった。「富士大宮司系図」によると、直時の従兄弟として村山修験の修験者とされる頼尊がいるという。

## 参考資料
- 富士宮市教育委員会『元富士大宮司館跡』、2000年